# تیتانیم
یک عنصر (به انگلیسی: Titanium) شیمیایی با نماد Ti و عدد اتمی ۲۲ است. تیتانیوم یک فلز واسطه براق نقره‌ای رنگ است، و چگالی کم و مقاومت بالایی دارد. این فلز به شدت در برابر خوردگی در آب دریا، تیزاب سلطانی و کلر و حتی در مقابل هیدروکلریک اسید  مقاوم است.
ویلیام گرگور ، معدن شناس انگلیسی در سالهای بین ۱۷۹۰ تا ۱۸۰۰ سنگ معدنی روتیل که کانی اصلی تیتانیوم است را کشف و نسبت به استخراج آن اقدام نمود. تیتانیوم فلزی و خالص شده در سال ۱۹۱۰ توسط متالورژیست نیوزیلندی ، متیو هانتر در کشور امریکا احیا و تولید شد.
تیتانیوم نخستین بار در کورن‌وال بریتانیا از سوی ویلیام گرگور در سال ۱۷۹۱ شناسایی شد؛ نام این عنصر از سوی مارتین هاینریش کلاپروت از روی تیتان از اساطیر یونان انتخاب شد. این عنصر در بسیاری کانیها به ویژه روتیل و ایلمنیت وجود دارد. این کانی‌ها در پوستهٔ زمین و سنگ‌کره پراکنده‌اند؛ علاوه بر این تیتانیم تقریباً در همهٔ موجودات زنده، سنگ‌ها، آب بدن و خاک‌ها حضور دارد. با کمک هر دو فرایند کرال و فرایند هانتر می‌توان تیتانیوم را از سنگ معدنش بدست آورد. فراوان‌ترین ترکیب تیتانیم، دی‌اکسید تیتانیم است که یک فوتوکاتالیست معروف است و از آن در تولید رنگدانه‌های سفید استفاده می‌شود. از دیگر ترکیبات تیانیم می‌توان به تیتانیم تتراکلرید یا (‎TiCl۴ ‎) اشاره کرد که از آن در تولید مواد دودزا و فروکافت بهره برده می‌شود. همچنین کلرید تیتانیم (III) یا (‎TiCl۳‎) هم به عنوان فروکافت در تولید پلی‌پروپیلن مورد استفاده قرار می‌گیرد.
می‌توان تیتانیم را با آهن، آلومینیم، وانادیم و مولیبدن، آلیاژ کرد تا ماده‌ای سخت‌تر و سبک‌تر بدست آورد که در ساخت سامانه‌های هوایی مانند موتور جت، موشک و فضاپیما، کاربردهای نظامی و فرایندهای صنعتی (شیمیایی و شیمیایی-نفتی، کارخانه‌های نمک‌زدایی، کاغذ و …) خودروسازی، کشاورزی و ساخت اندام‌های مصنوعی، درون‌کاشتهای استخوانی، ابزارهای دندان پزشکی و ریشه درمانی، برسازی درون‌کاشت دندانی، کالاهای ورزشی، گوهرسازی، گوشی همراه و … بکار برده شود.
مهم‌ترین ویژگی‌های این فلز عبارتند از: مقاومت در برابر خوردگی و داشتن بالاترین نسبت مقاومت به چگالی در برابر دیگر عناصر فلزی. تیتانیم در هنگامی که هنوز با فلز دیگری آلیاژ نشده، مقاومتی برابر با فولاد و چگالی کمتر از آن دارد. دو دگرشکلی و پنج ایزوتوپ طبیعی از ۴۶Ti تا ۵۰Ti برای این عنصر وجود دارد که ۴۸Ti با فراوانی طبیعی ۷۳٫۸٪ از سایرین فراوان‌تر است. با اینکه تیتانیم و زیرکونیم تعداد الکترون‌های ظرفیت برابر دارند و در یک گروه جدول تناوبی قرار دارند با این حال در بسیاری ویژگی‌های شیمیایی و فیزیکی متفاوت‌اند.از تیتانیوم در اگزوز خودرو استفاده می شود.   

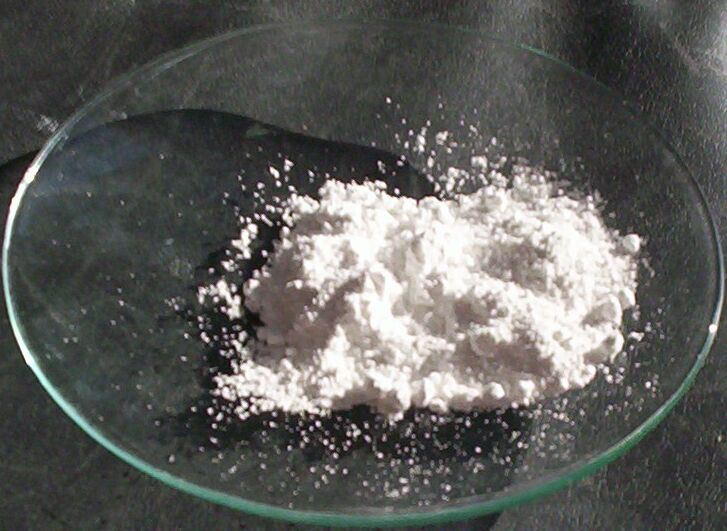
تیتانیم دی‌اکسید پرمصرف‌ترین ترکیب تیتانیم می‌باشد.

عمده مصرف تیتانیوم در صنایع به دو صورت فلزی و دی‌اکسید تیتانیوم می‌باشد. مصرف فلز آن به دلیل مشکلات تهیه و خالص‌سازی آن مصرف چندانی ندارد، اما در عوض مصرف اکسید آن به صورت TiO2 در صنعت کاربرد بسیار گسترده‌ای دارد؛ به‌طوری‌که ۹۰ درصد از صنایع اولیه، مصرف‌کننده اکسید تیتانیوم می‌باشند.
امروزه فلز تیتانیوم به عنوان یک فلز استراتژیک در موتور و ساختمان داخلی هواپیما، تجهیزات حمل و نقل، صنایع شیمیایی، واحدهای مولد برق، صنایع آلیاژی، ساخت زیر دریایی‌ها، کارخانه‌های ساخت مواد شیمیایی، دستگاه‌های خنک‌کننده نیروگاه‌های هسته‌ای و حرارتی و ده‌ها مورد دیگر کاربرد دارد.
مصرف عمده دی‌اکسید تیتانیوم در صنایع رنگ‌سازی به عنوان رنگدانه می‌باشد و همچنین این ماده در صنایع سرامیک، پلاستیک، کاغذ و الکترونیک کاربرد دارد. مصرف این ماده در کشورهای پیشرفته تقریباً ۱۰ برابر کشورهای در حال توسعه می‌باشد.
فلز تیتانیوم در محیط‌های فرسایشی بسیار مقاوم می‌باشد. تیتانیوم خالص یا آلیاژهای آن با ناخالصی کم در کارخانه‌های سولفور زدایی مشتقات نفتی، در تجهیزات مربوط به چاه‌های نفت و در اتصالات مورد نیاز و همچنین در موارد پزشکی مورد استفاده قرار می‌گیرد. از طرفی ورق‌های فولادی با پوشش تیتانیوم هم‌اکنون در جهان تولید شده که بعلت خاصیت ضد فرسایشی کاربرد وسیعی در صنعت نفت و در مراحل سولفور زدایی مشتقات نفتی در پالایشگاه‌ها پیدا کرده‌اند. دیگر مصرف عمده این فلز در صنعت هواپیماسازی است.
سایر مصارف عمده تیتانیوم را می‌توان به صورت زیر خلاصه نمود:

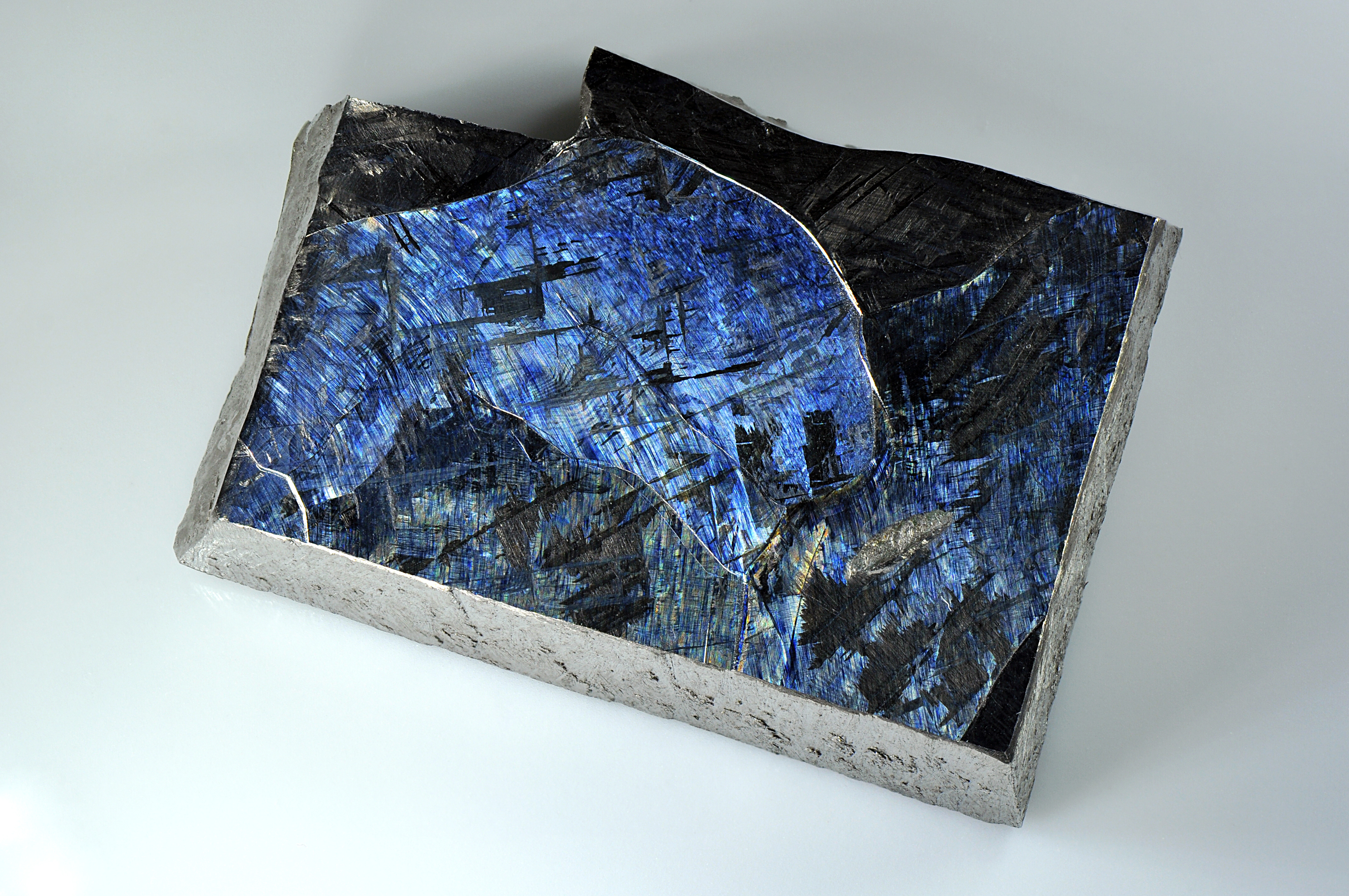
تیتانیم خالص (درصد خلوص ۹۹٫۹۹۹) با کریستالیتهای آشکار.

ساخت کاربید تیتانیم، سرامیک، فرایند شیمیایی و الکتروشیمیایی، ساخت ورقه‌های فلزی و بازیافت آنها، صنعت نفت، سولفور زدایی گاز مایع، نمک زدایی آب (تصفیه آب)، ساخت پمپ‌های مخصوص مکش آب از دریا، ساختمان سازی، پزشکی (قطعات تعویضی در بدن، دندان‌ها)، صنایع اتومبیل سازی، ساخت انباره‌های مخصوص، جهت نگهداری از موادی نظیر ضایعات اتمی و غیره، الیاف تقویت‌کننده جهت استفاده در ترکیبات فلزی، ربات‌های صنعتی، جواهر سازی، ساخت انواع آلیاژها، ذخیره‌سازی انرژی، بالا بردن قابلیت هدایت حرارتی آلیاژها، پرکننده، سنگ‌های جواهرات مصنوعی و نرم‌افزار.
ایلمنیت و اکسیدهای تیتانیم برای تهیه تیتانیم در آلیاژهای مهم و راهبردی استفاده می‌گردد. آلیاژهای تیتانیم در بدنه هواپیماهای جنگی، سفینه‌های فضایی، موشکها، موتور هواپیماها، ادوات رزمی، توربین‌های گازی، دوچرخه و لپ تاپ مورد استفاده قرار می‌گیرند. تیتانیوم اغلب با آلومینیوم، آهن، منگنز، مولیبدن و فلزات دیگر تشکیل آلیاژ می‌دهد.
ایلمنیت همچنین در تهیه اکسید تیتانیم که در صنایع رنگ سازی، کاغذسازی و پلاستیک به عنوان ماده رنگی، براق کردن سطح فلزات، لعاب، لاستیک سازی، شیشه، فایبرگلاس، سرامیک، الکتروسرامیک و . . . مصرف می‌شود، کاربرد دارد.
تنها در حدود ۵٪ تولید سالانه جهانی تیتانیوم صرف تولید فلز تیتانیوم شده و ۹۵٪ باقی‌مانده در تولید ماده رنگ دی‌اکسید تیتانیوم مورد استفاده قرار می‌گیرد. این ماده دارای دو شکل آلوتروپی روتیل و آناتاز است که به واسطه رنگ سفید، ضریب شکست بالا (۴۹/۲–۹۰/۲)، درخشندگی عالی، بی‌اثر (خنثی بودن) و مقاومت سایشی و حرارتی بالای آن، درجه دیرگدازی بالا و توان زیاد در توزیع و انتشار یکنواخت در ترکیبات دیگر به عنوان عمده‌ترین ماده اولیه رنگ سفید در صنایع رنگ سازی، کاغذسازی، پلاستیک، لاستیک و … شناخته می‌شود.

### مصارف دارویی

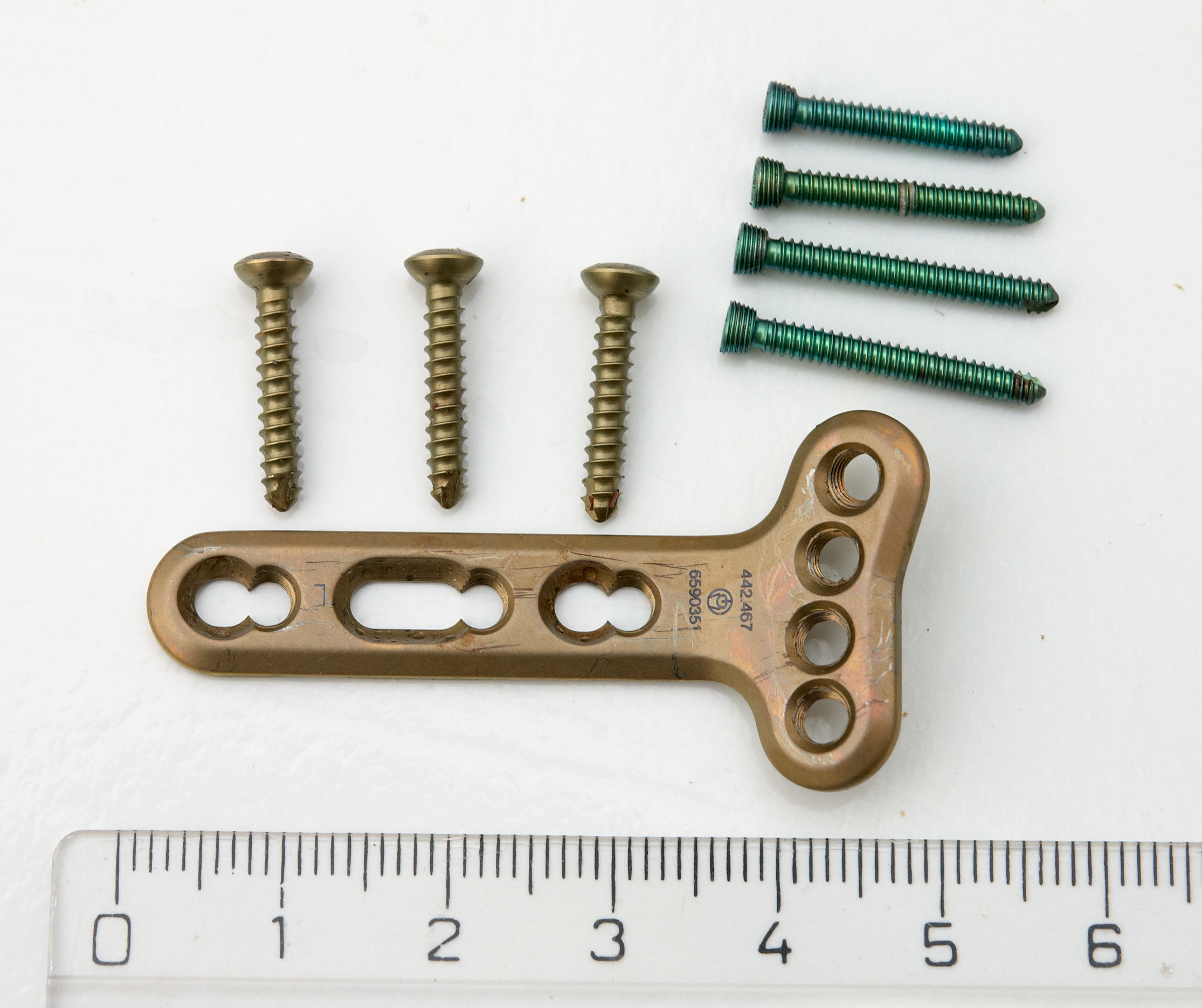
پیچ‌های تیتانیمی برای ثابت کردن آرنج شکسته

پودر تیتانیم دی‌اکسید (روتیل) که از آن پراکسید تیتان، تیتانیم سالسیلات و تیتانیم تانات تهیه می‌کنند، عملی همانند اکسید روی بر روی پوست بدن ایجاد می‌کند.
تیتانیم دی‌اکسید برای التیام سوزش‌های پوستی مورد استفاده قرار می‌گیرد و منعکس‌کننده اشعه ماوراء بنفش خورشید است و بدین جهت در ساختن کرم‌ها و لوسیون‌های ضدآفتاب (ضد سوختگی) استفاده می‌شود.
از پودر تیتانیم دی‌اکسید در ساخت قاب کپسول‌های دارویی و پوشش قرص‌ها نیز استفاده می‌شود.

### مصارف آرایشی
تیتانیم دی‌اکسید در ساخت وسایل آرایشی به کار می‌رود.
مصرف سالیانه عنصر تیتانیوم و ترکیبات آن، ۱۰۵ تا ۱۰۶ تن می‌باشد. تقریباً ۹۵٪ تیتانیم به فرم اکسید تیتانیم TiO4 مصرف می‌شود و یک رنگدانه دایمی و به شدت سفید رنگ با قدرت پوششی خوب در رنگ‌ها، کاغذ و پلاستیک است.
رنگ‌ها با وجود اکسید تیتانیوم یک بازتابنده بسیار عالی اشعه مادون قرمز را می‌سازد و بنابراین به‌طور گسترده‌ای توسط اختر شناسان مورد استفاده قرار می‌گیرد. از آنجایی که این فلز مقاومت بالا، وزن سبک، مقاومت غیرعادی در برابر خوردگی و توانایی ایستادگی در برابر دماهای بسیار بالا می‌باشد.
بخاطر مقاومت بالا در آب دریا، این فلز برای ساخت شفت‌ها (محور)، ملخ هواپیما و پروانه کشتی استفاده می‌شود.

### کاربرد ترکیب‌های تیتانیم

#### تیتانیم دی‌اکسید
تیتانیم دی‌اکسید در تهیه الیاف مصنوعی نیز استفاده می‌شود. پودر تیتانیم دی‌اکسید خالص به عنوان رنگدانه در فراورده‌های غذایی کاربرد دارد.
دی‌اکسید تیتانیوم در کرم‌های (لوسیون‌ها) ضدآفتاب استفاده می‌شود که ناشی از توانایی آن در حفاظت پوست می‌باشد.
دی‌اکسید تیتانیوم یک رنگدانه برتر سفید رنگ با ضریب شکست ۵۵/۲–۸/۲ است، مقاومت، درخشندگی، پایداری شیمیایی و مقاومت در برابر اشعهٔ ماورای بنفش، غیرسمی بودن و پایداری در یک محدوده‌ای دمایی وسیع و قیمت مناسب آن سبب شده تا از آن در کاغذ، رنگ، پلاستیک، لاستیک، سرامیک، پارچه و مواد آرایشی استفاده شود. دو نوع رنگدانه روتیل وجود دارد روتیل و آناتاز. روتیل از شبکهٔ بلوری متراکم‌تری نسبت به آناتاز تشکیل شده و چگال‌تر است و ضریب شکست بالاتری دارد.
رنگدانه می‌بایست قابل استفاده در مسیر سولفاته باشد (روتیل یا روتیل مصنوعی قابل استفاده نیستند) و دارای نسبت FeO/Fe2O3 بالاتری بوده (در اسید سولفوریک واکنش‌پذیر) و آهن، کروم، وانادیوم، نیوبیوم، کلسیم، فسفات، اورانیوم، توریم و رنیم کم داشته باشد. خواص فیزیکی تقریباً مهم نیستند.

#### تتراکلرین تیتانیوم
تتراکلرین تیتانیوم (TiCl4) یک مایع بی‌رنگ است که برای ساخت شیشه استفاده می‌شود و از آن جایی که آن در هوای مرطوب به شدت بخار می‌کند، به منظور پوشش در برابر بخار استفاده می‌شود.
ایلمنیت، روتیل، آناتاز، روتیل مصنوعی و سربارهٔ تیتانیوم به عنوان پیش‌ماده تولید رنگدانه دی‌اکسید تیتانیوم از دو مسیر سولفاته و کلریدی امکان‌پذیر بوده که هریک نیاز به پیش‌ماده مخصوص به خود دارند.
انواعی که در مسیر کلریدی به عنوان پیش‌ماده استفاده می‌شوند باید آلکالی کم، کمتر از 2% CaO و کمتر از 1% MgO، داشته باشد. به علاوه آهن کم، کمتر از 5/0% Cr2O3، V2O3، قلع و آرسنیک، کمتر از ۲٪ سیلیس و حداقل اورانیوم، توریم و رادیم و … داشته باشد (هر یک از موارد فوق به دلایلی از قبیل سمی بودن، رنگ‌زایی، خواص مزاحم در حین فرآوری و … می‌بایست در رنگدانه وجود نداشته باشند). شرایط مورد نیاز دیگر شامل چگالی، مقاومت ذرات و … است.
با توجه به شرایط فوق، روتیل طبیعی با ۹۵٪ TiO۲، لازم است که به دلیل کمبود چنین ذخایری ایجاد طرح‌های پرعیار کردن پیش‌ماده صورت می‌گیرد.
کنسانتره ایلمنیت برای فرآوری سرباره می‌بایست حداقل 35% TiO2، داشته باشد، انواع سنگ سخت‌های ایلمنیت به سرباره‌های سولفاته محدود می‌شوند، فرایندهای شستشوی زیرزمینی CaO, MgO و دیگر ناخالصی‌ها را کاهش داده و سرباره‌هایی با قابلیت قرارگیری در مسیر کلریدی ایجاد کند که معمولاً از پلاسرهای ایلمنیت به دست می‌آیند (TiO2 57-63%)...

#### تیتانات باریم
مادهٔ فروالکتریک با ثابت دی‌الکتریک نسبتاً بالا در نیمه‌هادی‌ها و پیزوالکتریک‌ها به کار برده می‌شود.

#### نیترید تیتانیوم
دمای ذوب ۲۹۵۰ درجه سانتیگراد دارد و از آن به عنوان بوته ذوب آلیاژهای لانتانیوم، رنگ زرد طلایی در جواهرات و … به کار می‌رود.

#### آلکالی‌های تیتانیوم
پلیمریزاسیون، کاتالیزور

#### تیتانات استرانسیم
جواهر مصنوعی، ابزار نوری

## اکستروژن تیتانیوم
فرایند شکل‌دهی تیتانیوم در اواسط دهه ۵۰ میلادی برای هواپیماها آغاز شد. تولید اشکال مشخص با قالب تخت و در مقیاس کوچک برای تیتانیوم به استفاده از اکستروژن داغ منجر شد.
تیتانیم خالص و آلیاژهای آن از مقاومت به خوردگی و استحکام بالایی برخوردار است و به همین دلیل در اعضای ساختاری هواپیما و کاربردهایی که ضریب اطمینان بالا لازم است به کار می‌رود. این گونه قطعات بعضاً در شکل‌های پیچیده مورد استفاده قرار می‌گیرند که منجر به استفاده از فرایند شکل‌دهی اکستروژن (داغ) می‌شود. این فرایند به سادگی می‌تواند اجزای ساختاری را با مقاطع مختلف شکل‌دهی کند.
برای فرایند شکل‌دهی اکستروژن تیتانیوم می‌توان به انتخاب نوع فرایند اکستروژن (نوع قالب و دمای فرایند) و نوع و فاز تیتانیوم توجه داشت.
در بیشتر فرایندهای اکستروژن (آلیاژهای) تیتانیوم دستگاه پرس از نیروی هیدرولیک آب بهره می‌گیرد که نسبتاً نرخ کرنش بالایی دارد. با توجه به تجارب این کار، برای اکستروژن تیتانیوم در فاز بتا از قالب تخت استفاده می‌شود به دلایلی از قبیل: ارزان‌تر بودن، بهره‌گیری از اشکال پیچیده و کنترل اندازه بهتر. از دیگر ویژگی‌های فرایند اکستروژن تیتانیوم-بتا قالب تخت می‌توان به اصطکاک بالای آن اشاره کرد و اینکه نرخ کرنش بالا سبب افزایش تنش در جریان ماده می‌شود.
یکی از کاربردی‌ترین آلیاژهای تیتانیوم برای استفاده شدن در فرایند اکستروژن، Ti-6Al-4V (گرید ۵ آلیاژ تیتانیوم) است. برای فرایند اکستروژن این آلیاژ آلفا-بتا، اکستروژن داغ قالب مخروطی استفاده شده‌است.

### شرح فرایند
ابتدا به لقمه تیتانیومیِ آماده شده (می‌تواند خروجیِ فرایند فورج باشد) حرارت داده می‌شود. در حین عملیات حرارت‌دهی و جابه‌جایی برای فرایند اکستروژن لایه‌ای اکسیدی در فاز آلفا بر روی سطح لقمه تشکیل می‌شود که برای فرایند اصلاً مطلوب نیست؛ لذا با غوطه‌ور کردن لقمه درست قبل از فرایند اکستروژن در موادی حاوی شیشه، لایهٔ نامطلوب زدوده شده و لایه‌ای از جنس شیشه به آن اضافه می‌شود.
این کار به دلیل آن است که قابلیت شکل‌پذیری و ماشین‌کاری بر روی تیتانیوم افزایش یابد و نیز برای اینکه شیشه در طول فرایند نقش روان‌کننده را بازی کند.

دمای فرایند بین ۸۰۰ و ۱۱۵۰ درجه سلسیوس است. چنانچه دمای فرایند بیش از ۱۰۰۰ درجه سلسیوس باشد پوشش شیشه‌ای لازم می‌شود چنان‌که برای اکستروژن تیتانیوم Ti-6Al-4V، فرایند در دمایی حدود ۱۱۵۰ درجه سلسیوس (۲۱۰۰ درجه فارنهایت) با پوشش شیشه انجام می‌گیرد. اگر دما بیش از حد نیاز باشد بروز عیوب و ترک در سطح لقمه پیش می‌آید و چنانچه دما کمتر از حد لازم باشد امکان عدم عبور یا عبور صحیح از دهانه قالب وجود دارد.

برای هرچه بهتر انجام شدن فرایند، از اکستروژن تک قالبه و تک لقمه استفاده می‌شود. در این صورت هم کیفیت سطح ارتقا می‌یابد و هم تغییر شکلِ قطعه به قطعه کاهش می‌یابد.

غالباً این فرایند با سرعت بالا بین ۱٫۵ و ۵ ثانیه صورت می‌پذیرد. فشار لازم برای فرایند نیز تا حدود ۲۰۰۰ تن است. برای زدودن لایه شیشه‌ای پس از فرایند در صورت نیاز از عملیات ساب‌پاشی استفاده می‌شود که البته کیفیت سطح را نیز بهبود می‌بخشد.

### مزایا
با توجه به کاربردهای وسیع در صنایع هوافضا، یکی از مزیت‌های آن کاهش وزن هواپیماها در حدود ۱٫۸ تن (۴۰۰۰ پوند) بوده‌است.

مزیت عمده این فرایند برای تیتانیوم با توجه به کاربردها، کاهش زمان تولید قطعه در حدود ۱ ساعت است. بدون فرایند اکستروژن تیتانیوم تمام عملیات شکل‌دهی بر عهده فرایند ماشین‌کاری است در حالی که با استفاده از فرایند اکستروژن زمان تولید قطعه بهینه‌تر می‌شود.

### کاربرد
با توجه به مقاومت به خوردگی بالای تیتانیوم و نوع فرایند اکستروژن، خروجی این فرایند برای صندلی هواپیما (ریل جابه‌جایی)

و با توجه به استحکام قابل قبول آن، برای نگهدارنده موتور هواپیما (تیر اتصال‌دهنده بین موتور و بال هواپیما) مورد استفاده قرار می‌گیرد.

## ماشین‌کاری آلیاژهای تیتانیوم
ماشین‌کاری آلیاژهای تیتانیوم به دلیل استحکام در دمای بالای آن، هدایت حرارتی بسیار پایین، مدول الاستیسیته نسبتاً کم و واکنش‌پذیری شیمیایی بالا بسیار دشوار است. مشکلات اصلی در ماشین کاری این آلیاژها که ناشی از خواص ذاتی ماده است، عبارتند از:
- دمای برش بالا: بخش بزرگی (حدود ۸۰ درصد) از حرارت تولید شده هنگام ماشین‌کاری آلیاژ Ti6Al4V (متداول‌ترین آلیاژ تیتانیوم) به ابزار انتقال می‌یابد. هدایت حرارتی کم آلیاژهای تیتانیوم (۱/۶ فولاد) سبب آن می‌شود که حرارت نتواند توسط جریان سریع براده و قطعه کار دفع نشود.[۱۶] بررسی توزیع درجه حرارت در ماشین کاری آلیاژهای تیتانیوم نشان داده‌است که منطقه متأثر از حرارت در این آلیاژ به خاطر تشکیل براده‌های نازک‌تر (و در نتیجه سطح تماس کمتر ابزار و براده) بسیار کوچکتر است، طوری‌که دمای نوک ابزار به ۱۱۰۰ درجه سانتیگراد می‌رسد.[۱۷]
- فشارهای برش بالا: اگرچه نیروهای برشی و توان مصرفی در حین ماشین‌کاری آلیاژهای تیتانیوم با فولادها یکسان یا حتی کمتر است، به دلیل سطح تماس کمتر براده و ابزار (۱/۳ فولاد) و تا حدودی مقاومت آلیاژ تیتانیوم در برابر تغییر شکل (تا ۸۰۰ درجه سانتیگراد)[۱۸] تنش‌های مکانیکی در مجاورت لبه ابزار بسیار بالاتر است.

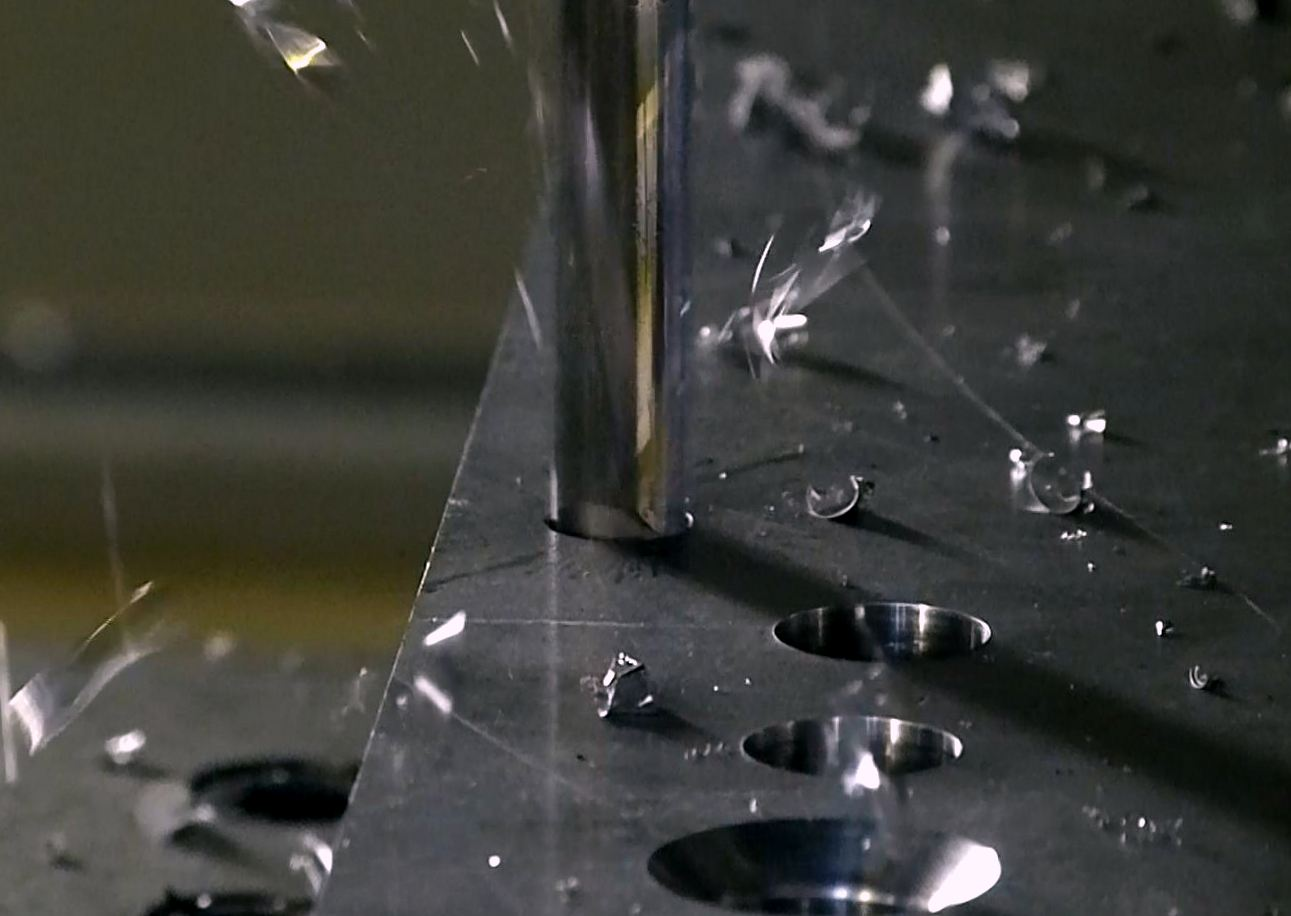
Percage sineholing mitis

- چتر: پدیده چتر به عنوان یکی دیگر از مشکلات اصلی ماشین‌کاری آلیاژهای تیتانیوم به خصوص در حالت پرداخت مطرح است. مدول الاستیسیته پایین آلیاژهای تیتانیوم علت اصلی چتر در حین ماشین‌کاری می‌باشد. هنگامی که آلیاژ در معرض فشار برش قرار می‌گیرد تا دو برابر فولاد کربنی تغییر شکل می‌یابد و یک حالت برگشت فنری قوی پشت لبه برشی به وجود می‌آید که به سایش زودرس ابزار، ارتعاش و دمای برش بالاتر می‌انجامد.[۱۹] این ارتعاش ایجاد شده به صورت حرکت منقطع یا پرشی ابزار در ورود به منطقه برش ظاهر می‌شود که به نوعی تعریف پدیده چتر است.[۲۰]
- جنس ماده ابزار: تیتانیوم و آلیاژهایش تقریباً با مواد تشکیل دهنده تمام ابزارهای متداول در دمای بالای ۵۰۰ درجه سانتیگراد واکنش شیمیایی می‌دهد. علاوه براین، تمایل براده‌ها به جوش خوردگی در اثر فشار به ابزار و ایجاد سایش اصطلاحاً چسبنده (که در اثر نفوذ ماده براده به سطح ابزار حاصل می‌شود)، ضرورت انتخاب ابزار مناسب برای ماشین‌کاری آلیاژهای تیتانیوم را دوچندان کرده‌است.

## معیارهای انتخاب ابزار
ماده ابزار در ماشین‌کاری آلیاژهای تیتانیوم باید ویژگی‌های زیر را داشته باشد:
1. سختی در دمای بالا
2. هدایت حرارتی بالا
3. عدم واکنش‌پذیری شیمیایی با تیتانیوم
4. چقرمگی و استحکام خستگی بالا
5. استحکام کششی، فشاری و برشی بالا

ابزارهای تنگستن کارباید و PCD به عنوان بهترین گزینه‌ها مطرح هستند.

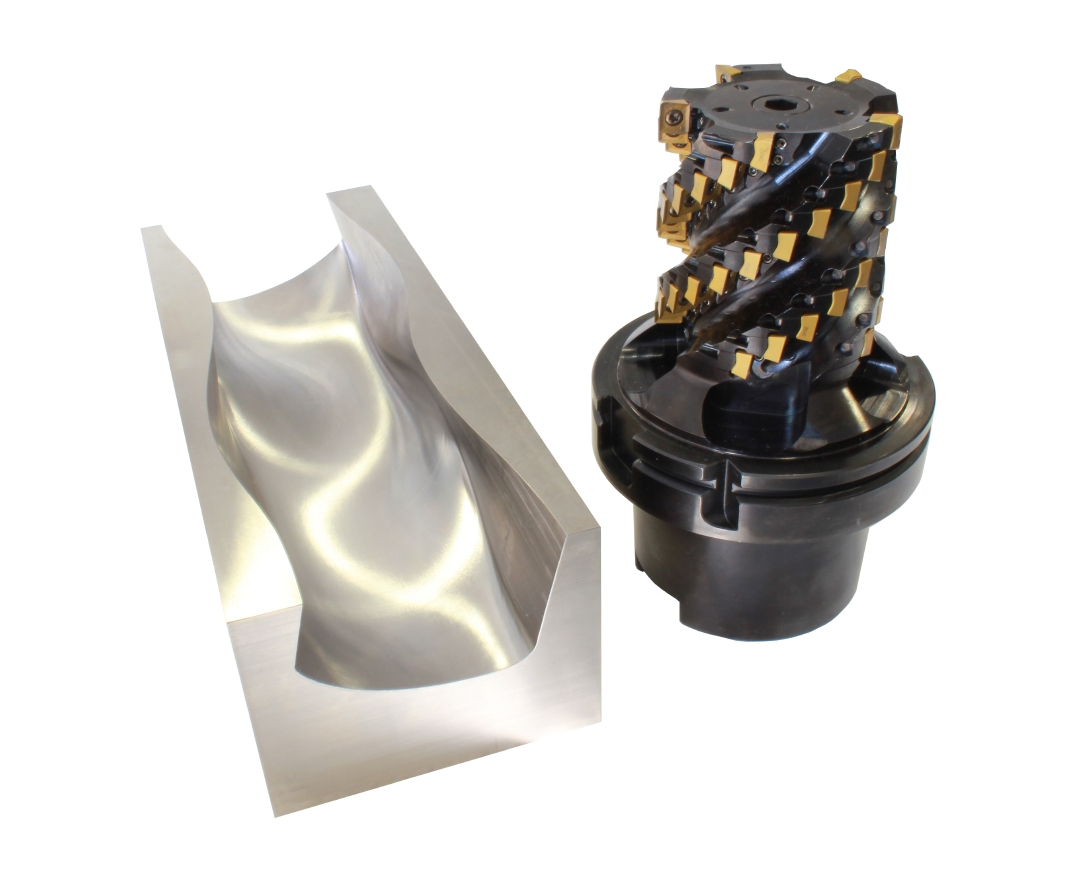
Makino Titanium-Cutting

## یکپارچگی سطح
سطح آلیاژهای تیتانیوم به شدت در روش‌های ماشین‌کاری سنتی آسیب‌پذیر است. آسیب‌ها به شکل میکروترک، لبه انباشته (BUE)، تغییر شکل پلاستیک، مناطق متأثر از حرارت (HAZ) و تنش‌های پسماند کششی ظاهر می‌شوند. حد دوام تیتانیوم برای فرایند سنگ زنی نرم ۳۷۲ مگاپاسکال است، در حالی که در یک فرایند تراشکاری یا فرزکاری به کمتر از یک چهارم یعنی ۸۳ مگاپاسکال می‌رسد. برتری فرایند سنگ زنی در این زمینه احتمالاً به دلیل ایجاد تنش‌های پسماند فشاری (بهبود استحکام خستگی) می‌باشد. در فرایندهای سنگ‌زنی نرم تغییرات محسوسی در سطح ایجاد نمی‌شود.
روش‌های غیرسنتی ماشین‌کاری آلیاژهای تیتانیوم
- ECM یا ماشین‌کاری الکتروشیمیایی: براده برداری مواد رسانای الکتریکی از طریق انحلال آندی در یک الکترولیت با جریان سریع تعریف کوتاهی از این فرایند است. ECM قابلیت ایجاد کانتورهای پیچیده و بدون اعوجاج و همین‌طور سطوح با کیفیت را داراست. سدیم کلرید به عنوان الکترولیت متداول برای آلیاژهای تیتانیوم استفاده می‌شود.
- LBT یا ماشین‌کاری به کمک پرتو لیزر : در این فرایند با تمرکز پرتو لیزر و جریان گاز روی قطعه کار، براده برداری صورت می‌گیرد. انرژی لیزر سبب ذوب موضعی شده و جریان گاز اکسیژن با ایجاد یک واکنش گرمازا، ماده ذوب شده را از قطعه کار جدا می‌کند. آلیاژهای تیتانیوم در این روش با نرخ بالایی براده‌برداری می‌شوند. لیزر مورد استفاده از نوع CO2 است.
- CHM یا فرزکاری شیمیایی: انحلال کنترل شده ماده قطعه کار در اثر تماس با یک ماده شیمیایی قوی را CHM گویند. در این روش جاهایی از قطعه کار که قرار نیست ماشین‌کاری شوند، با یک ماسک مقاوم شیمیایی حفاظت می‌شوند.[۲۳]

مایعات برشی
- مایعات برشی پایه آبی (مثلاً محلول رقیق آب و روغن) بهترین گزینه برای سرعت‌های برشی بالا می‌باشند.
- در سرعت‌های کم و عملیات پیچیده به منظور به حداقل رساندن اصطکاک و کاهش تمایل به چسبندگی تیتانیوم از روغن‌های سولفوریزه و کلریناته استفاده می‌شود.
- در استفاده از روغن‌های کلریناته باید به این نکته توجه کنیم که امکان ایجاد ترک در اثر تنش‌های ناشی از خوردگی وجود دارد.[۲۴]

## کاربرد در صنعت هوافضا
تیتانیوم آخرین فلز سبکی است که هر روزه کاربردهای جدیدی از آن در ساخت قطعات مختلف هواپیما کشف می‌شود. اگرچه از تیتانیوم بیشتر در ساخت اجزای درونی موتورهای هواپیما استفاده می‌شود، اما استفاده از آلیاژهای آن در ساخت بدنهٔ هواپیما نیز رایج می‌باشد. دلایل اصلی استفاده از تیتانیوم بر روی بدنه هواپیما، نسبت استحکام به وزن بالا، مقاومت در برابر خوردگی زیاد و تحمل آسیب خوب می‌باشد؛ بنابراین این ماده برای جایگزینی فولاد و آلومینیوم در برخی کاربردهای با استحکام بالا بسیار مناسب است، زیرا سبکتر از فولاد بوده و قویتر از آلومینیوم می‌باشد. این کاربردها عبارتند از ارابهٔ فرود، ساختار تکیه‌گاه کف، کانال‌ها، هسته‌های دم هواپیما، فنرها و برخی از اتصالاتی که در جای‌جای بدنهٔ یک هواپیما وجود دارند. در اکثر این کاربردها از آلیاژهای آلفا به علاوهٔ بتا استفاده می‌شود، به ویژه آلیاژ Ti-6-4، که حدود ۸۰–۹۰٪ از کل تیتانیوم مورد استفاده در کاربردهای بدنه هواپیما و ۶۰٪ از کل تیتانیوم مورد استفاده در کاربردهای هوافضا را تشکیل می‌دهد. این آلیاژ همچنین دارای خواص انعطاف‌پذیری بسیار خوبی بوده و در بیشتر بخش‌های هواپیما مانند بدنه، ارابهٔ فرود، بال و دم هواپیما از آن استفاده می‌شود. آلیاژهای بتا نیز تا حدی در کاربردهای بدنهٔ هواپیما مورد استفاده قرار می‌گیرند. شناخته‌شده‌ترین کاربرد آلیاژهای بتا در بدنهٔ هواپیمای شناسایی مدل SR-71 می‌باشد. ضمن اینکه اخیراً استفاده از آلیاژهای بتا در فنرها و مجراها مورد توجه قرار گرفته‌است. پراستفاده‌ترین آلیاژ بتا، Ti-10-2-3 است که در ارابه‌های فرود از آن استفاده می‌شود.
کاربرد دیگر تیتانیوم به‌طور کلی در اجزایی از بدنهٔ هواپیما است که در آنجا تماس فلز با کامپوزیت وجود دارد، زیرا تیتانیوم در مقایسه با آلیاژهای آلومینیوم، سازگاری گالوانیکی بیشتری دارد. در مورد آلیاژهای آلفای تیتانیوم، آنها عمدتاً در ساختارهایی که مجبور به تحمل درجه حرارت‌های بسیار بالا (مانند مجراهای سیستم‌های ضدیخ و کنترل محیطی) می‌باشند، مورد استفاده قرار می‌گیرند. لوله‌های هیدرولیک هواپیماها هم عمدتاً با آلیاژهای آلفای تیتانیوم ساخته می‌شوند. با این حال، کاربردهای بیشتر تیتانیوم به دلیل هزینهٔ بالای ساخت قطعات آن محدود می‌باشد و بنابراین استفاده از آن عمدتاً به یک مبادله بین هزینه و ارزش مشتری تبدیل شده‌است. کاهش وزن، هزینهٔ نگهداری کمتر به دلیل افزایش مقاومت در برابر خوردگی و قابلیت اطمینان بسیار بالا، همه جنبه‌هایی از ارزش مشتری می‌باشند که ممکن است برای توجیه کاربرد آلیاژهای تیتانیوم مورد استفاده قرار گیرند.

## نگارخانه

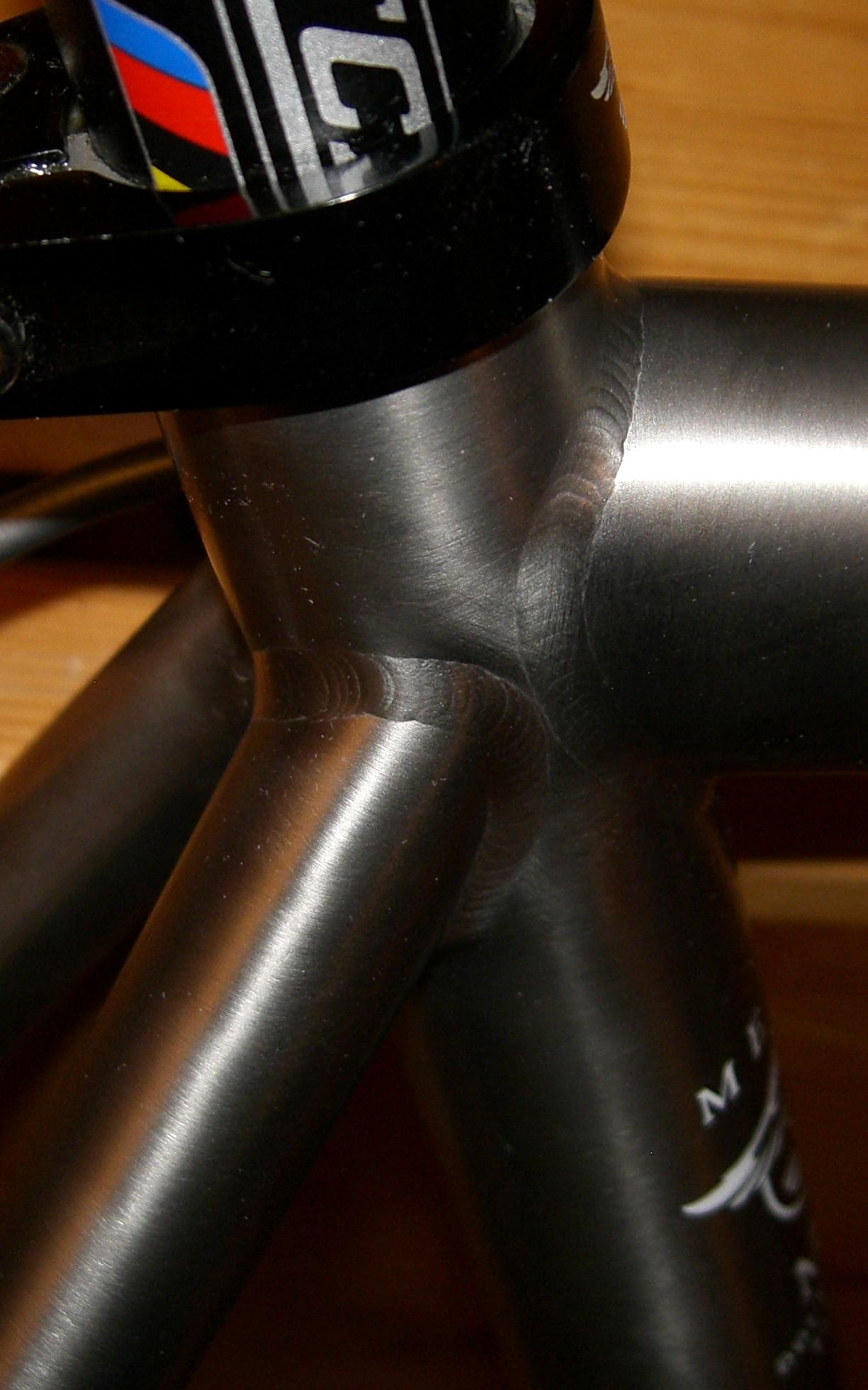
بدنه یک دوچرخه که از تیتانیم ساخته شده‌است
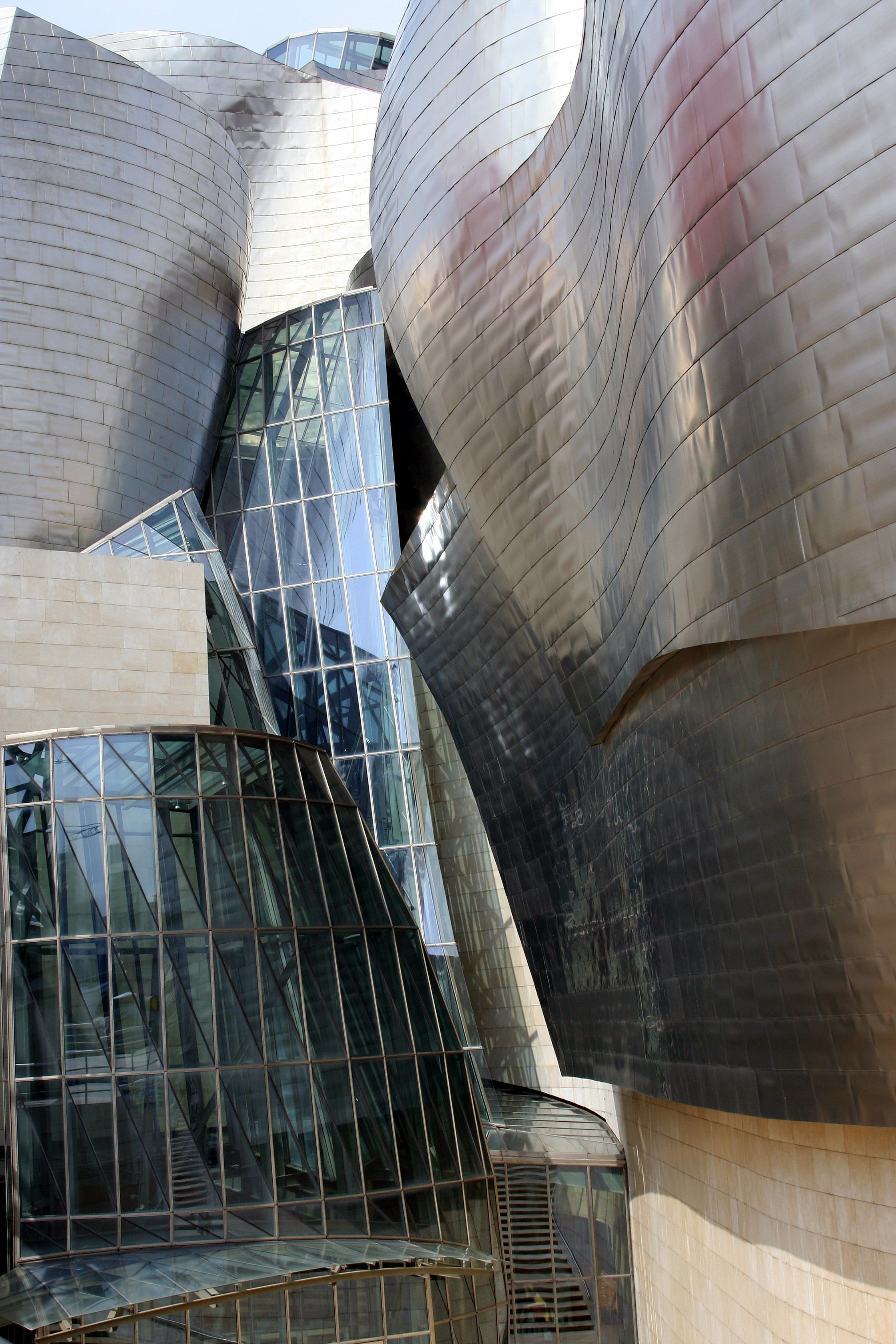
فریم‌های دیواره شیشه ای موزه گوگنهایم بیلبائو که از تیتانیم ساخته شده‌است.
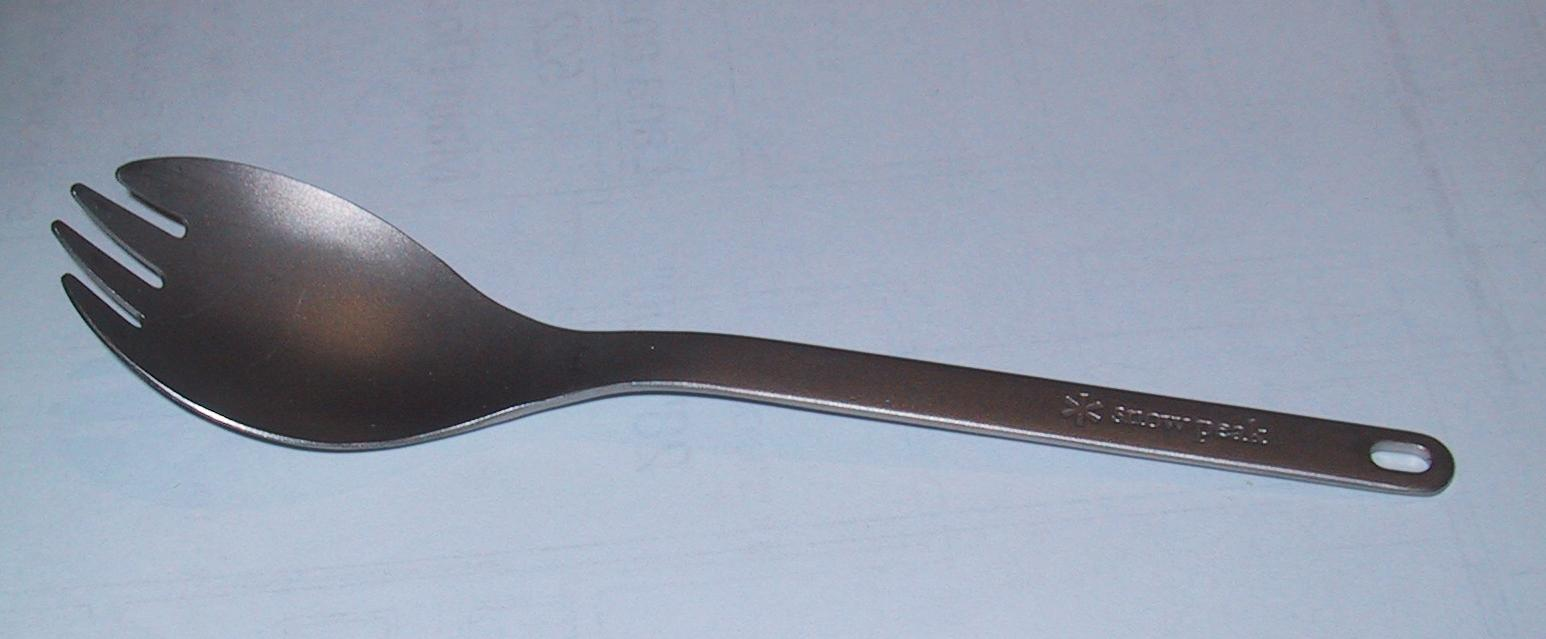
یک قاشق تیتانیمی که از فولاد سبک تر و از پلاستیک مقاوم تر است و برای کوهنوردان مناسب است.
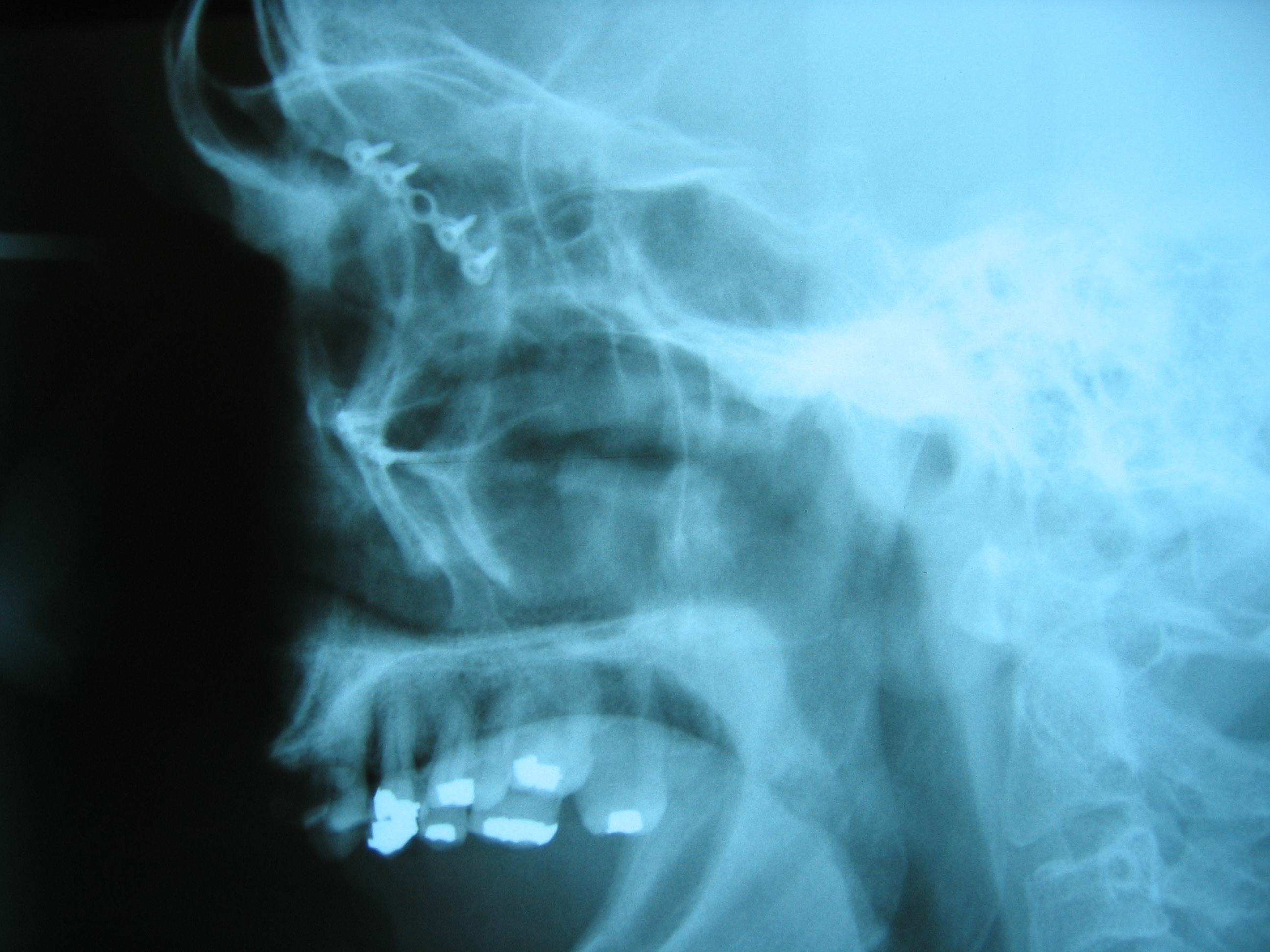
تصاویر اشعه ایکس از جمجمه یک انسان. شکستگی ایجاد شده دور حلقه چشم توسط سوکت‌ها و صفحات تیتانیمی ترمیم شده‌است.